# Baruun-Urt
Baruun-Urt (en mongol:Баруун−Урт, llarg oest) és una ciutat de l'est de Mongòlia i la capital de la província de Sükhbaatar. El sum de Baruun-Urt té una superfície de 59 km², amb 15.549 habitants. Forma un enclavament amb el sum de Sükhbaatar.
La mina de zinc de Tömörtiin Ovoo es troba a 13 km al nord de la ciutat.
Disposa d'aeroport (UUN/ZMBU) amb pista sense asfaltar i vols regulars amb Ulan Bator.

## Clima
Baruun-Urt té un clima semiàrid (en la classificació de Köppen es denota com BSk) continental extrem amb hiverns llargs i frígids i estius moderadament càlids i curts.
| Dades climàtiques a Baruun-Urt             | Dades climàtiques a Baruun-Urt | Dades climàtiques a Baruun-Urt | Dades climàtiques a Baruun-Urt | Dades climàtiques a Baruun-Urt | Dades climàtiques a Baruun-Urt | Dades climàtiques a Baruun-Urt | Dades climàtiques a Baruun-Urt | Dades climàtiques a Baruun-Urt | Dades climàtiques a Baruun-Urt | Dades climàtiques a Baruun-Urt | Dades climàtiques a Baruun-Urt | Dades climàtiques a Baruun-Urt | Dades climàtiques a Baruun-Urt |
| Mes                                        | gen                            | febr                           | març                           | abr                            | maig                           | juny                           | jul                            | ag                             | set                            | oct                            | nov                            | des                            | anual                          |
| ------------------------------------------ | ------------------------------ | ------------------------------ | ------------------------------ | ------------------------------ | ------------------------------ | ------------------------------ | ------------------------------ | ------------------------------ | ------------------------------ | ------------------------------ | ------------------------------ | ------------------------------ | ------------------------------ |
| Màxima rècord °C (°F)                      | 0.2 (32.4)                     | 4.8 (40.6)                     | 17.3 (63.1)                    | 27.5 (81.5)                    | 34.6 (94.3)                    | 37.4 (99.3)                    | 39.0 (102.2)                   | 37.4 (99.3)                    | 30.5 (86.9)                    | 26.5 (79.7)                    | 12.9 (55.2)                    | 1.0 (33.8)                     | 39 (102.2)                     |
| Màxima mitjana °C (°F)                     | −16.3 (2.7)                    | −12.0 (10.4)                   | −1.2 (29.8)                    | 10.7 (51.3)                    | 19.2 (66.6)                    | 24.5 (76.1)                    | 26.2 (79.2)                    | 24.4 (75.9)                    | 17.9 (64.2)                    | 9.2 (48.6)                     | −4.1 (24.6)                    | −13.4 (7.9)                    | 7.09 (44.78)                   |
| Mitjana diària °C (°F)                     | −21.5 (−6.7)                   | −18.1 (−0.6)                   | −8.2 (17.2)                    | 3.0 (37.4)                     | 11.4 (52.5)                    | 17.6 (63.7)                    | 20.0 (68)                      | 18.0 (64.4)                    | 10.8 (51.4)                    | 1.7 (35.1)                     | −10.3 (13.5)                   | −18.8 (−1.8)                   | 0.47 (32.84)                   |
| Mínima mitjana °C (°F)                     | −26.2 (−15.2)                  | −23.2 (−9.8)                   | −14.5 (5.9)                    | −4.0 (24.8)                    | 3.9 (39)                       | 11.2 (52.2)                    | 14.0 (57.2)                    | 12.0 (53.6)                    | 4.5 (40.1)                     | −4.2 (24.4)                    | −15.5 (4.1)                    | −23.2 (−9.8)                   | −5.43 (22.21)                  |
| Mínima rècord °C (°F)                      | −38.3 (−36.9)                  | −40.1 (−40.2)                  | −32.2 (−26)                    | −19.7 (−3.5)                   | −8.8 (16.2)                    | −1.8 (28.8)                    | 4.0 (39.2)                     | 0.2 (32.4)                     | −7.2 (19)                      | −23.0 (−9.4)                   | −31.5 (−24.7)                  | −38.2 (−36.8)                  | −40.1 (−40.2)                  |
| Precipitació mitjana mm (polzades)         | 1.8 (0.071)                    | 1.5 (0.059)                    | 2.6 (0.102)                    | 6.7 (0.264)                    | 13.1 (0.516)                   | 35.3 (1.39)                    | 61.2 (2.409)                   | 50.6 (1.992)                   | 21.2 (0.835)                   | 5.9 (0.232)                    | 2.7 (0.106)                    | 1.8 (0.071)                    | 204.4 (8.047)                  |
| Mitjana de dies de precipitació (≥ 1.0 mm) | 0.7                            | 0.5                            | 0.6                            | 1.5                            | 2.3                            | 6.8                            | 8.1                            | 7.5                            | 3.5                            | 1.5                            | 0.7                            | 0.6                            | 34.3                           |
| Mitjana mensual d'hores de sol             | 203.3                          | 216.4                          | 263.5                          | 274.6                          | 304.5                          | 303.0                          | 298.9                          | 290.4                          | 280.0                          | 245.2                          | 208.2                          | 183.2                          | 3.071,2                        |
| Font: NOAA (1961-1990)                     |                                |                                |                                |                                |                                |                                |                                |                                |                                |                                |                                |                                |                                |